# Comuna de Pilawa
Pilawa (polaco: Gmina Pilawa) é uma gminy (comuna) na Polónia, na voivodia de Mazóvia e no condado de Garwoliński. A sede do condado é a cidade de Pilawa.
De acordo com os censos de 2004, a comuna tem 10 432 habitantes, com uma densidade 135 hab/km².

## Área
Estende-se por uma área de 77,25 km², incluindo:
- área agricola: 52%
- área florestal: 37%

## Demografia
Dados de 30 de Junho 2004:
|                      | Total   | Total | Mulheres | Mulheres | Homens  | Homens |
| -------------------- | ------- | ----- | -------- | -------- | ------- | ------ |
|                      | pessoas | %     | pessoas  | %        | pessoas | %      |
| População            | 10 432  | 100   | 5302     | 50,8     | 5130    | 49,2   |
| Densidade (pop./km²) | 135     | 100   | 68,6     | 68,6     | 66,4    | 66,4   |

De acordo com dados de 2002, o rendimento médio per capita ascendia a 1270,38 zł.

## Subdivisões
- Gocław, Jaźwiny, Kalonka, Lipówki, Łucznica, Niesadna, Niesadna-Przecinka, Puznówka, Trąbki, Wygoda, Żelazna.

## Comunas vizinhas
- Garwolin, Kołbiel, Osieck, Parysów, Siennica